# Ronde van Frankrijk 2021/Derde etappe
De derde etappe van de Ronde van Frankrijk 2021 werd verreden op 28 juni met start in Lorient en finish in Pontivy.

## Verloop
Ide Schelling startte een kopgroep, en kreeg Michael Schär, Cyril Barthe, Maxime Chevalier en Jelle Wallays mee. Ze kregen ongeveer tweeënhalve minuut voorsprong. Een val in het peloton vroeg in de etappe leidde tot een opgave van Robert Gesink. Geraint Thomas raakte geblesseerd aan zijn schouder, maar kon zijn weg vervolgen. Schelling was als eerste boven op de eerste van twee kleine beklimmingen, won daarmee de leiding in het bergklassement terug, en liet zich daarna uit de kopgroep naar het peloton terugzakken.
Hoewel de voorsprong nooit groot werd, bleef de rest van de kopgroep lang vooruit. In de laatste twaalf kilometer leidden drie valpartijen tot een achterstand voor een groot aantal renners. Onder meer Miguel Ángel López, David Gaudu, Arnaud Démare en tourfavoriet Primož Roglič waren onder de slachtoffers. Slechts enkele tientallen rijders bleven vooraan over. Een van de weinige klassementsrijders die geen tijdsverlies opliep was Richard Carapaz. Daardoor kwam een selecte groep in de finale terecht.
Geletruidrager Mathieu van der Poel leidde de eerste groep op weg naar de sprint, waarna Jasper Philipsen de sprint aanging. Caleb Ewan ging hard onderuit in de sprint en nam Peter Sagan mee. Tim Merlier, een ploeggenoot van Van der Poel en Philipsen, won de etappe met ruime voorsprong. Het was de tweede etappe op rij voor Alpecin-Fenix.

## Uitslag
| Lorient – Pontivy (182,9 km) |                      |                       |          |
| Plaats                       | Naam                 | Ploeg                 | Tijd     |
| 1                            | Tim Merlier          | Alpecin-Fenix         | 4u01'28" |
| 2                            | Jasper Philipsen     | Alpecin-Fenix         | z.t.     |
| 3                            | Nacer Bouhanni       | Arkéa Samsic          | z.t.     |
| 4                            | Davide Ballerini     | Deceuninck–Quick-Step | z.t.     |
| 5                            | Sonny Colbrelli      | Bahrain-Victorious    | z.t.     |
| 6                            | Julian Alaphilippe   | Deceuninck–Quick-Step | z.t.     |
| 7                            | Mathieu van der Poel | Alpecin-Fenix         | z.t.     |
| 8                            | Cees Bol             | Team DSM              | z.t.     |
| 9                            | Anthony Turgis       | Team TotalEnergies    | z.t.     |
| 10                           | Max Walscheid        | Team Qhubeka NextHash | z.t.     |

| Algemeen klassement |                      |                       |           |
| Plaats              | Naam                 | Ploeg                 | Tijd      |
| Gele trui           | Mathieu van der Poel | Alpecin-Fenix         | 12u58'53" |
| 2                   | Julian Alaphilippe   | Deceuninck–Quick-Step | + 8"      |
| 3                   | Richard Carapaz      | INEOS Grenadiers      | + 31"     |
| 4                   | Wout van Aert        | Team Jumbo-Visma      | z.t.      |
| 5                   | Wilco Kelderman      | BORA-hansgrohe        | + 38"     |
| 6                   | Tadej Pogačar        | UAE Team Emirates     | + 39"     |
| 7                   | Enric Mas            | Movistar Team         | + 40"     |
| 8                   | Nairo Quintana       | Arkéa Samsic          | z.t.      |
| 9                   | Pierre Latour        | Team TotalEnergies    | + 45"     |
| 10                  | Sergio Higuita       | EF Education-Nippo    | + 52"     |

## Nevenklassementen
| Puntenklassement |                      |                       |        |
| Plaats           | Naam                 | Ploeg                 | Punten |
| Groene trui      | Julian Alaphilippe   | Deceuninck–Quick-Step | 80     |
| 2                | Mathieu van der Poel | Alpecin-Fenix         | 62     |
| 3                | Tim Merlier          | Alpecin-Fenix         | 50     |

| Bergklassement |                      |                |        |
| Plaats         | Naam                 | Ploeg          | Punten |
| Bolletjestrui  | Ide Schelling        | Bora-Hansgrohe | 5      |
| 2              | Mathieu van der Poel | Alpecin-Fenix  | 4      |
| 3              | Anthony Perez        | Cofidis        | 3      |

| Jongerenklassement |                |                    |           |
| Plaats             | Naam           | Ploeg              | Tijd      |
| Witte trui         | Tadej Pogačar  | UAE Team Emirates  | 12u59'32" |
| 2                  | Sergio Higuita | EF Education-Nippo | + 13"     |
| 3                  | David Gaudu    | Groupama-FDJ       | z.t.      |

| Ploegenklassement |                    |           |
| Plaats            | Ploeg              | Tijd      |
|                   | Bahrain-Victorious | 38u59'09" |
| 2                 | Jumbo-Visma        | + 1'33"   |
| 3                 | Trek-Segafredo     | + 1'43"   |
| 4                 | Astana Pro Team    | + 1'59"   |
| 5                 | EF Education-Nippo | + 2'02"   |

## Opgaves
- Caleb Ewan (Lotto Soudal): Opgave tijdens de etappe vanwege een gebroken sleutelbeen
- Robert Gesink (Team Jumbo-Visma): Opgave tijdens de etappe vanwege een gescheurd sleutelbeen
- Jack Haig (Bahrain-Victorious): Opgave tijdens de etappe

1e etappe ·
2e etappe ·
3e etappe ·
4e etappe ·
5e etappe ·
6e etappe ·
7e etappe ·
8e etappe ·
9e etappe ·
10e etappe ·
11e etappe ·
12e etappe ·
13e etappe ·
14e etappe ·
15e etappe ·
16e etappe ·
17e etappe ·
18e etappe ·
19e etappe ·
20e etappe ·
21e etappe
Startlijst · Eindstanden · Afbeeldingen